# 福島弁
福島弁（ふくしまべん）は、福島県で話される日本語の方言である。東北方言に属し、そのなかでも山形県内陸方言や仙台方言と同じ南奥羽方言に属する。東関東方言（栃木方言・茨城方言）とも共通点が多いほか、新潟県の北越方言のうち東蒲原郡の方言は会津方言に近い。本記事では中通り地方と浜通り地方の方言を中心に扱うが、場合によっては会津地方の方言についても注釈を付けて解説する（会津方言の詳細は会津弁を参照）。

## 地域差
中通り地方のなかでも、福島市のある県北地方と郡山市のある県中地方、白河市のある県南地方では方言が異なる。
県北地方は歴史的に隣接する宮城県との結び付きが強いことから仙台方言に近い特徴がある。
浜通り地方の方言は夜ノ森を境に南側の茨城方言寄りの岩城弁（いわきべん）と北側の仙台方言寄りの相馬弁（そうまべん）に二分される。夜ノ森は旧楢葉郡と旧標葉郡の境であり、戦国時代には岩城氏領と相馬氏領の境、江戸時代には磐城平藩と中村藩の境でもあった。なお、浜通り北端の新地町は、江戸時代には仙台藩領であり、大部分は亘理伊達家の所領であったため、隣接する宮城県亘理郡と同種の方言（仙南方言）が使用されている。

## 音声
- 音が濁ることが多い。柿をカギ、酒をサゲなど。
- 語中・語尾のガ行音素（濁音音素）は、カ行（清音）子音は有声音化して[ɡ]となり、正真正銘のガ行子音（濁音）/ɡ/は、すべて鼻濁音化して[ŋ]と発音され、清濁の弁別が保たれることになる。
- アクセントは東北地方南部〜関東地方北東部で共通する無アクセント（崩壊型アクセント）である。そのため、例えば「橋」と「箸」でアクセント上の区別がなく、県外人に両者のアクセントの違いを説明されても使いこなせないことがある。ただし県南西部の檜枝岐村ではアクセントが存在し、型の種類が少ない東京式アクセント（準二型式アクセント）である。

## 表現
- 「〜じゃないですか」「〜でしょう」と相手に同意を求める際に「〜だべ」「〜だべした」といったベェベェ言葉が多用される。郡山市や二本松市近辺では「〜だよ」を「〜だぞい」「〜だばい」「〜だっぱい」となる。また、いわき市近辺では「〜だっぺ」「〜だっぺした」となる。
- 「〜なんだっけぇ」「〜したんだっけぇ」という表現も使用されている。
- 「歩いて〜」を「歩(ある)って」、「もっと〜」を「まっと」・「いまっと」、「〜している」などを「ちる〜」(「言われる」→「言わっちる」)などと言う場合もある

## 語彙
- 言葉が使用されている地域の凡例。※例文中の（）付地域の例は以下の参考文献[2]確認されたものである。
  - （県） - 県内全般で用いられる言葉
  - （浜） - 浜通り地方で用いられる言葉
  - （北） - 県北で用いられる言葉 （福島市、伊達郡、伊達市、二本松市、安達郡、本宮市）
  - （中） - 県中で用いられる言葉 （郡山市、田村市、田村郡）
  - （南） - 県南で用いられる言葉 （須賀川市、岩瀬郡、石川郡、白河市、東白川郡、西白河郡）
  - （会） - 会津地方で用いられる言葉

- あっちゃ → あっちへ
- あだがな（、あったもの） → あんなもの （北、中）
- あどががぁ → 後妻 （浜、北、中、会）
- あっぱとっぱする →慌てる
- あやまった → 困った、まいった。
- あらほど → あんなに
- あんにゃ → お兄ちゃん（単に目上の男の人を呼ぶ敬称）
- あんにゃ（さま） → 兄
- あんべぇわりー → 病気 （県）、塩梅/按排/按配が悪い （北）
- あんぽんたん→アホ（県）、甘い吊るし柿 （北、中） 関西弁の「アホ」と同じニュアンス。「バカ」ほど人を貶したり蔑む言葉ではない。
- いまっと→もっと。
  - （例）A「こんぢいいがい？」(このくらいでいいですか？）B「わがんねな、いまっとくんちぇ」（だめだな、もっとください)
- い→家。
  - （例）我がい（我が家）
- うっちかっておげ → 投げすてておけ （中）
- うるがす → （水に）つけける （北）
  - （例）うるがしておげばいいぴした。そだの。（水につけておけばいいんじゃないですか。そんなもの）
- えんがみた → ひどい目にあった （南、会）
- 落ぢる → 降りる （北、中、南、会）物が落下した際にも使用。
- おだつ→調子に乗る。
- おばんです → こんばんは（県）
- おぶる→おんぶ、背負う。赤ちゃんを背負う時にも使われるが、リュックやランドセルなどを背負うときにも使われる。
- おやじ → ダンナさん おじさん 店主 ※お父さんも言われる。
  - （例）新聞屋のおやじ（新聞の集金のおじさん）
- おんつぁざげす → あほ・ばかの最上級
- おらい → 自分の家、家庭、家族。
  - （例）おらいに孫生まっちゃんだ〜！（我が家で孫が生まれたんだよ〜！）
- がい？→ですか？
- かえって悪いなぃ → 逆に申し訳ない。返礼をいただいた際に使う言葉。
  - （例）なんだべしたぁ！かえって悪い(わり)ない！（なんということでしょう！お気遣いさせてしまい申し訳ありません！）
- かせる → かぶれる。うるしにかぶれる。 （北・中）
- カットバン → 絆創膏
- かつける→人のせいにする。転嫁する。
  - （例）まだぁ！人さかつけてぇ！（また他人のせいにする！）
- がな　→　物
  - （例）なんか書くがなねぇか？（なんか書く物ない？）
- かねぇ？（かね？・かねぇがい？）→ 食べない？・食べませんか？
- かまぁねぇ　（かまめぇ） → 構わない・一向に差支えない （北）
- 空ケツ → 何もない
- かんぷら（いも、えも） → じゃがいも （県）
- ～がんない？→～からねぇ？
- ぎっちょ → 左利き。サウスポー。差別的に使用される事はない。
- きゅうど → 暮れ、年末（いわき〜双葉郡で使われる言葉）
- 義理 → 冠婚葬祭で主に葬儀関係のことを言う。（双葉郡）
- くらすける（くらつける） → 殴る、叩く等　子供などに注意のために使う。
  - （例）おめぇ、ほだにおだってっと、お父ちゃんにくらつけられっつぉ？（あなた、そんなに調子に乗っていたら、お父さんに叩かれるよ？）
- くわっせ → 食べなさい （北）
- くんちぇ（くんしぇ） → ください（欲しいという意味のものとお願いしますという意味のものが混同）
- 〜してくんに？ → 頼み事をする際に使用。
  - （例）それ取ってくんに？（それ取ってくれる？）
- げぼ → 嘔吐、ゲロ。
- げーぼ悪い → 感じ悪い。
- けーだらばっぱ 、けーだらじっち→ ゲジ
- ごせやぐ → 腹が立つ （県）
  - （例）ごせやげるなぁ
  - ごせやげる → 腹が立つ、怒り
- ごしゃぐ →殴る、殴りたくなる。
  - （例）おめぇ、ごしゃぐど！（お前、殴るぞ！）
- ごんきもぢ（厳気餅）→握りこぶし・グー。
  - （例）（拳を振り上げながら）ごんきもぢくれっつぉ！（グーで殴るよ！）
- 腰かける → 座る。休む。
  - （例）腰かけらい・腰かげっせぇ（座っていきなさい、休んでいきなさい）
- こだに・こらほど → こんなに。
  - （例）こだに沢山いんねでば（こんなに沢山いらないよ）
- こみっちり → 充分に （県）
- こらっせ、こらんしょ → どうぞ、こちらにお出でください（北）
- こわい、おっかない → 体調が優れない、具合が悪い、疲れた様 ※恐怖心もこわい（怖い）、おっかないと言う。
- ごんけ → きちがい（いわき〜双葉郡で使われる言葉） げんこつ（北）
  - （例）言うこど聞がねやづは、ごんけ 食らわせっつぉ！（ワガママな子にはげんこつするよ！）
- こんだ（ぁ） → この次（は） 、今度（は）（県）
- コンピニ→コンビニ
- 〜さ → 〜へ、〜に（方向などを表す助詞）（県）
- 〜さあるがな、〜のがな → 〜にあるもの、〜のもの
- さすけーねー　（さすけねぇ） → 差し支えない、問題ない  （北・中）
  - （例）A「なんだべした、こらほどもらって却って悪りごど！」B「さすけねがら、帰って食わさんしょ」A「んがい、んじゃもらってぐがんね。どうもない」
- 〜様 → 姑（しゅうと）様、嫁様、姉様、家での女性の立場に対する敬称。
- さみない 、さみぃ → 寒いね、寒い
- じさま → おじいさん （県）
  - じっち（さん） → おじいさん （浜、北、中）
- したっけ→そしたら
  - （例）したっけバイバイ（そしたらバイバイ）
- しょうあんめ（しゃああんめ、シャーアンメ、シャーンメ） 、しゃーねーべ → 仕方ないでしょ、仕方あるまい （北） 諦めを意味する。
- 〜してみっせ → 〜してごらん
- 〜してくなんしょ → 〜してください（しての丁寧語）
- 〜してくんにがい？ → 〜してくれませんか？（しての疑問系）
- 〜してけらい → 〜してください/してちょうだい。
- 〜してがんしょ → 〜していきなさい
  - （例）いさあがってちっと休んでがんしょ（家に上がってちょっと休んでいきなさい）
- しゃで（い） → 弟 （県）
- 〜しらんしょ → 〜しなさい
  - （例）はやぐ寝らんしょ（早く寝なさい）
- 〜しらんな → 〜しないでね、（〜するな、〜すんな、より柔らかいニュアンス）
  - （例）ほだごどしらんな（そんなことしない方が良い）
- 性悪い → 根性悪い
- しゃばくっち → とぼける、誤魔化す、知らないふりをする。「しらばっくれる」に近い意味。
- しんしょう → 財産、家計。（「会津磐梯山」の歌詞に出てくる。）
- しんちゃう→死んでしまう。
- ず → お風呂。「湯」の変化形。
  - （例）早くずさへれ！（早くお風呂に入りなさい！）
- ずない → 大きい。
- ぜぇ→良い。
  - （例）A「（こんぢ）ぜぇが？」（（これで）良いか？）B「あぁ、ぜぇ、ぜぇ」
- せな → お兄ちゃん、跡取り、長男 （県）
- せわしい → 騒がしい、うるさい （北、中、会）
  - 語尾を下げないで語尾を上げて発音をし、語尾のたいを強く発音する主に指示語として使われる (南)
- (ん)だから！、だから〜！ → そうだよね！そうでしょう！の意味で激しく同意を表す場合に単語として使用。接続語の「だから…」という意味での使用は無い。接続詞としても使用されるが、どちらも無アクセントなため、前後の会話で判断する必要がある。宮城県でも使用される。
- たてる （たでる）→ 犬猫など動物を飼う （県）
- 〜(ん)だけんちょ、(ん)だけんじょも → 〜だけれども
- 〜だちけぇ
  - （例）そうなんだちけ（そうみたいだよ）
  - （例）明日〜さん東京に行くんだちけ（明日〜さん東京に行くんだって）
- たっちる、たっちゃ → 垂れている、垂れた。
  - （例）鼻たっちっつぉ（鼻水垂れてるよ）
  - 「小便たっちくる」（小便をしてくる）
- 〜(ん)だど → 〜だってよ
- 〜(ん)だない → 〜だね
- たんまげる → おどろく （浜、北、中、会）
- たるひ → つらら
- 〜っちゃ → 〜れた（動詞「〜れる」の過去形）
- 〜ちくね（ちゃくね） → 〜したくない
  - やっちくね、やっちゃくね → やりたくない。
    - （例）やっちゃぐねって言ってっぺでば！はぁ！！（ヤサグレ：さきほども申したように、もうやる意志はありません！）

  - 行きっちくね、行きっちゃくね → 行きたくない。
    - （例）行きっちゃくねんだでば、はぁ！！（ヤサグレ：もう、いきたくありません）
- ぢっち（さま） → 爺（さま）
- つかっちゃ（は）ー、やっちぐねー（ではー） → 疲れたー、やりたくない（だるい）
- 動詞の命令形＋で（ではー） → 多少強調したニュアンス。（ex:寝ろで。）「で」の後に「はー」がついていると、せかしている意味合いになる（ex:寝ろではー。）この場合の「はー」は「もう」の意味と同様
- 「せっかくどうもない」「かえってどうもない」 → 「おせわさまです」「こちらこそ」的な対話のニュアンスで用いる
- なん → そうだなん（そうだね） （会）
- でれすけ → 間抜け、馬鹿者、だらしない人を叱る際に使う。
- 手わすら → 手遊び。主に子供に対し話を聞かずに砂遊びや、紙の切れ端をいじくりまわしている際に注意するために使用する。
- なかなか → 呆れている（形容詞）
- なげる → 捨てる
  - （例）ゴミ投げて（ゴミ捨ててちょうだい）
  - ぶん投げる → 散らかす、片付けないで放置する。
  - （例）服ぶん投げとくな！（服を片付けなさい！）
- なんぼ → いくら、どれくらい（年齢、身長、体重、距離、値段など数字で表すもの全般に使われる）
  - （例）あんだんどごの子供、なんぼになったんだい？（あなたの子供は何歳になったのですか？）
- なして、なーして → なんで、なぜ、どうして（浜、北、中）
  - （例）なしてほだごどなった？（なんでそんな事になったの？）
- なじょうだ、なじょした、なじょんした？ → どうした？、何かあった？（県）主に心配する際に使用される。
  - なじょうする、なじょする、なじょんする？→どうする？
  - （例）今日なじょして遊ぶ？（今日は何をして遊ぼうか？）
  - なじょんかして→どうにかして
  - なじょ、なじょう？(う、の部分を伸ばす感じで発音する)→ どう
  - なじょして、なじょんした？、なじょんして？ → どうした？どうやって？
  - なじょな → どんな （北、中、南、会）
  - なじょうだが → どうだか （浜、北、南、会）
  - なじょったい → どうだかね （浜、北、中）
  - なじょすっぺ？ → どうしたらよかろう （北、中、南）
  - なじょーも → なんとも （会）
- 〜くいよ → 〜してちょうだい。くんちぇと同じ意味。
- にしゃ、にし → お前、あなた （中、南、会）「お主」に近い。
  - にさ → お前、汝（浜）
- にっぱす→くっつける。はりつける。
- ねーぞい → 〜ないよ （県
  - （例）冷蔵庫になんもねーぞい（冷蔵庫に食べる物は何もないよ）
- ねっぱる（ねばす、ねっぱす） → ねばる。（紙などを貼る、貼り付ける。くっつける。ネバネバする、ネチネチする・食らいつく等の場合にも使用される。） （県）
  - （例）これ糊でねっぱしといて！（これを糊で貼り付けてください）
  - （例）ガムねばってるよー（ガムがついていますよ）
  - （例）（競技者などに）もっと前さねっぱってげ！っこの！（もっと、前に食らいついて行け！がんばれ！）
- はぁー → さあ、もう （〜だなぁ、ええっと、等のニュアンス）んだはぁー、べしたはぁー、もうはぁ…（県）
- ばっち（こ） → 末っ子、末子 （県）
- はだいも → さといも
- はなぐら → いびき （浜、北、中、南）
- はねる → 走る
- はねくら（べ）、はねっくら（べ） → 徒競走、競走 （県）
- ばっぱ（さま） → 婆（さま） （浜、北、中）
- はまる → 落ちる （県）
  - （例）川にはまったぞ
- 腹くっち（くっつぇ） → お腹がいっぱい、満腹。
- ぴした→べした。でしょう。
  - （例）あそこに大きな川があっぴした（あそこに大きな川があるでしょう）
- ぶつ → 撃つ、打つ。
  - （例）頭（あだま）ぶった（頭をぶつけた）
- ぶっつぁぐ → 破く
- 部落 → 集落。差別的に使用される事はなく、相手に使用しても失礼には値しない。
- べこ（べご、べえご） → 牛 （県）
  - べこっこ → 牛の子 （県）
- べっぺ（べっちょご・ぺこちゃん） → 女性器
- へでなし → つまらないこと、うそ （県）
- ほだげんちょも → そうだけれども
- ほおろぐ、ほろぐ→ 落として失くす。「ほろぶ」「ほろった（落とした、落ちた）」とも。（県）用
- まてい、までい（までえ、まで） → （仕事が）ていねい （県）
  - 用例：「までにやっこどね」（真剣にやんなくていいんだよ）
  - までぇー （浜、北、中、南）
- まめ → 赤ちゃんが人見知りすること。
  - （例）はー、まめすんのが？（もう、人見知りしますか？）
- まんぜろくまんぜろく → 拝む行為で使用。もともとは「萬歳楽山」で地震が起こった際に、山仕事をしていた村人が「萬歳楽（まんさいらく）様、助けてください」という意味で咄嗟に拝んだ事から。
- むうむう→夢中になり周りが目に入らぬ様子。
- むぐれる→漏らす、漏れる、脇からこぼれる。滴る。
  - （例）おしっこむぐれっちまーでば！（お小水が（我慢できず）漏れてしまいそうです！）
- めんこい、めんごい、めんげえ、めごい、めげ→ かわいい、かわいらしい
- めんこたん（めんこたんだねぇー） → 赤ちゃんや小さい子供に「かわいい子ね」という感じで使用。犬や猫にも使用。
- めど→ 穴。「鼻めど（鼻の穴）」「ケツめど（お尻の穴・肛門）」などに使われ、落とし穴や溝には使われない。
- もっともだ → 当然だ、当たり前だ。（「会津磐梯山」の歌詞にも出てくる。）
- （雑巾、台拭き等を）揉み出す → 汚れを揉んで洗ってきれいにする。
  - （例）雑巾揉み出して！（雑巾の汚れを揉んで洗って落として！）
- もごせ→むごたらしい、可哀想。主に子供相手に使われ「もごせなぁ〜（可哀想だなぁ）」「もごせもごせ（よしよし）」と使う。
- やべ、やばっせ（やばせ）　→　いこう、いこうよ
- よばっちゃ （よばらっちゃ）→ 招待された （県）
- らいさま（県）、れえさま（浜） → 雷
- ろぐなもんでねぇ → ろくな者じゃない
- わ → おまえ、汝 （悪）（浜、北、南）
- わい、おんねぇ〜 → 家、自分んち、自宅
- わがい→我が家、自宅
- わげ → 私の家（自宅）
- んだ、ほだ → そうだ、そうですね 　ほでね（否定）そうではない
- んだげど → そうだけど
- んだど、んだなぁ → 「〜なんだってよ」「〜なんだってなぁ」会話口調
- んだべした → （当然）そうじゃないですか、（当然）そうでしょう

## 福島弁を使う著名人
- 西田敏行（俳優）
- 加藤茶（コメディアン）
- 梅沢富美男（俳優）
- なすび（タレント）
- 三瓶（タレント）
- 佐藤B作（俳優）
- 中畑清（横浜DeNAベイスターズ元監督)
- 平子祐希（アルコ&ピース） - いわき市出身。基本的には標準語を使うが、福島弁の無アクセントが抜けない。
- あかつ - いわき市出身。ネタ中に岩城弁を使う。
- 石田重廣（夢グループ社長） - 福島市出身。社長自ら福島弁混じりで出演するテレビ通販CMで知られる。[3]
- 山口隆（サンボマスター）
- 佐久間宣行（テレビプロデューサー） - いわき市出身。基本的には標準語を使うが、ラジオ番組ではたびたび「歩いて」を「歩って」と発音する。

## 福島弁に関連した作品など
- 47都道府犬 - 声優バラエティー SAY!YOU!SAY!ME!内で放映された短編アニメ。郷土の名産をモチーフにした犬たちが登場する。福島県は、起き上がり小坊師がモチーフの福島犬として登場し、「僕は何度押しても起き上がるんだなし」などと話す。声優は、福島県出身の保志総一朗が担当している。
- ホムンクルス (漫画) - 主人公 名越進の心の声は福島弁である。
- 志村けんのだいじょうぶだぁ - タイトルの「だいじょうぶだぁ」は福島訛りが起源とされる[4]。
- フラガール舞台となった磐城湯本で使われている岩城弁が台詞に取り入れられている。
- ザザンボ - 映画(ザザンボは福島弁でお葬式のこと)
- ザザンポ - 大山美信アート作品シリーズ(上記ザザンボ同様､お葬式の意)
- 麦畑 - オヨネーズの歌
- 花嫁は厄年ッ! - 篠原涼子主演ドラマ
- エール - 連続テレビ小説
- ベトナム伝説 - 遠藤ミチロウ(ザ・スターリン)のアルバム